# 腾达伊·达里克瓦
腾达伊·达里克瓦（Tendayi David Darikwa；1991年12月13日—）是津巴布韋的職業足球運動員，司職右後衛 / 翼鋒，現效力於塞浦路斯甲組足球聯賽球會阿波羅利馬素。

## 榮譽
切斯特菲尔德
- 英格蘭足球乙級联赛 冠軍: 2013–14

- 英格蘭聯賽錦標 亞軍 : 2013–14

個人
- 英格蘭足球聯賽 每月最佳年青球員: 2012年12月
- 切斯特菲尔德 年度最佳球員2014–15[3]
- 切斯特菲尔德 球季最佳球員2014–15[3]

## 外部連結
- Profile at the official Chesterfield site
- 足球数据库：腾达伊·达里克瓦的球员统计数据